# Harpolithobius triacanthos
Harpolithobius triacanthos är en mångfotingart som beskrevs av Matic 1964. Harpolithobius triacanthos ingår i släktet Harpolithobius och familjen stenkrypare.
Artens utbredningsområde är Rumänien. Inga underarter finns listade i Catalogue of Life.